# Fuoco (album)
Fuoco è l'ottavo album del cantante napoletano Franco Ricciardi, pubblicato nel 1994. All'interno dell'album è presente un duetto con il cantante Gigi Finizio.

## Tracce
1. Mia cugina
2. Madre Lucia
3. Sempe
4. un po' di te
5. Musica - (con Gigi Finizio)
6. Caro Antonio
7. Luna
8. Nina
9. Fuoco